# Émile Ess
Émile Ess, född 9 januari 1932 i Ruswil, död 30 november 1990, var en schweizisk roddare.
Ess blev olympisk silvermedaljör i fyra med styrman vid sommarspelen 1952 i Helsingfors.